# Rosalynn Carter
Rosalynn Carter, właśc. Eleanor Rosalynn Smith Carter (ur. 18 sierpnia 1927 w Plains, zm. 19 listopada 2023 tamże) – amerykańska działaczka społeczna, żona 39. prezydenta Stanów Zjednoczonych Jimmy’ego Cartera i pierwsza dama Stanów Zjednoczonych w latach 1977–1981.

## Życiorys
Eleanor Rosalynn Smith urodziła się 18 sierpnia 1927 niedaleko Plains w stanie Georgia, jako córka farmera i mechanika samochodowego, Wilburna Edgara Smitha i jego żony Frances Allethy. Miała troje młodszego rodzeństwa. W 1940 roku zmarł na białaczkę jej ojciec. 13-letnia Rosalynn zaczęła wówczas pracować dorywczo na poczcie, w salonie fryzjerskim, a także szyła stroje ślubne. Standard życia Smithów znacznie się pogorszył.
Uczęszczała do szkoły średniej, w której pierwszy raz zdała sobie sprawę z nierówności rasowej. W 1944 skończyła szkołę i poszła do junior college’u Georgia Soutwesern w Americus, gdzie poznała swojego przyszłego męża, Jimmy’ego Cartera. Kiedy latem 1945 roku przyszły prezydent przebywał na urlopie w Plains, zaczął się spotykać z Rosalynn. W okresie świąt Bożego Narodzenia Carter oświadczył się Smith, lecz ta odrzuciła propozycję małżeństwa, twierdząc, że jest na to za wcześnie. Dwa miesiące później Carter ponownie się jej oświadczył i tym razem został przyjęty. Ich ślub odbył się 7 lipca 1946. Miesiąc miodowy spędzili w Chimney Rock.
Z racji zawodu Cartera, który był oficerem US Navy, często zmieniała z mężem miejsca zamieszkania – mieszkali m.in. w Norfolk, Honolulu, San Diego czy New London. W 1953 roku Carter zrezygnował ze służby w marynarce i wraz z żoną powrócili do Plains, gdzie zajęli się uprawą orzeszków ziemnych. Rosalynn, oprócz prowadzenia domu, zajmowała się księgowością. W 1962 roku wzięła udział w kampanii wyborczej męża, który kandydował do Senatu stanowego Georgii. Cztery lata później ponownie agitowała na rzecz Cartera, gdy ubiegał się o stanowisko gubernatora stanu. Wówczas przegrał wybory, ale cztery lata później udało mu się zwyciężyć. Rosalynn jako pierwsza dama Georgii zajęła się problemem dzieci niepełnosprawnych oraz programem upiększania autostrad i reformą więziennictwa. W 1976 roku Partia Demokratyczna nominowała Cartera na kandydata w wyborach prezydenckich. W czasie kampanii, Jimmy i Rosalynn oddzielnie podróżowali po kraju aby dotrzeć do większej liczby wyborców. Z racji dużego wysiłku włożonego w kampanię przyszła pierwsza dama zyskała przydomek „Stalowa Magnolia”.
Zaraz po wprowadzeniu się do Białego Domu uzgodniła z Betty Ford usprawnienie działalności zespołu pierwszej damy. Ustaliły, że należy zreorganizować pracę wschodniego skrzydła w taki sposób, by łatwiej było skoordynować pracę z zespołem prezydenta (zachodniego skrzydła). W pierwszym roku prezydentury męża zauważyła, że poziom wydatków w Białym Domu jest bardzo duży, bowiem wiele spośród nich ponosi bezpośrednio pierwsza rodzina. Jako pierwsza dama starała się to zmienić, jednak prezydent odmówił, mając na uwadze nadużycia finansowe w administracji Nixona. Często była wysyłana z oficjalną misją dyplomatyczną. W 1977 roku udała się do Ameryki Południowej by promować demokrację, prawa człowieka i utworzyć strefę bezatomową. Ponadto odwiedziła obozy uchodźców w Tajlandii. W 1978 reprezentowała Stany Zjednoczone w Rzymie, na pogrzebie Pawła VI, a rok później witała Jana Pawła II w Bostonie.
Często konsultowała decyzje męża i wpływała na nie. Brała udział w posiedzeniach gabinetu, choć nie zabierała tam głosu. Doradzała także w sprawach personalnych. Aby usprawnić sprawy urzędowe, raz w tygodniu (w środy) jadała roboczy lunch z Carterem, na wzór poniedziałkowego lunchu prezydenta z wiceprezydentem. Nie zawsze zgadzała się z mężem w sprawach światopoglądowych, np. była przeciwna karze śmierci i była zwolenniczką aborcji.
W sprawach społecznych głównie skupiła się na opiece nad osobami niepełnosprawnymi i chorymi umysłowo. Na jej wniosek prezydent złożył projekt powołania Komisji Zdrowia Psychicznego, która została utworzona uchwałą Kongresu w 1980 roku. Pierwsza dama została honorową przewodniczącą Komisji, jednak administracja Reagana znacznie obniżyła wydatki na prace organizacji. Carter propagowała także programy opieki dla osób starszych (rozszerzenie świadczeń społecznych) i utworzenie ośrodków opieki dziennej dla dzieci. Agitowała na rzecz zwiększenia liczby kobiet w administracjach publicznych. Była rozczarowana, kiedy ratyfikacja poprawki konstytucyjnej dotycząca równouprawnienia kobiet nie powiodła się.
Gdy w 1980 roku Carter ubiegał się o reelekcję, pierwsza dama ponownie podróżowała po kraju, przemawiając na wiecach i konwencjach. Mimo to Jimmy poniósł porażkę z Ronaldem Reaganem, po czym Carterowie opuścili Biały Dom, przenosząc się do rodzinnego Plains. Powrócili do uprawy orzeszków ziemnych i zaangażowali się w działalność społeczną. W 1981 roku Rosalynn została członkiem rady dyrektorów Krajowego Stowarzyszenia Chorób Psychicznych. Sześć lat później założyła Rosalynn Center Institute for Caregiving przy Georgia Southwestern University. Instytucja ta zajmuje się współpracą organizacji charytatywnych z osobami prywatnymi chcącymi udzielać pomocy. Ponadto zajmuje się osobami niepełnosprawnymi i cierpiącymi na choroby psychiczne. Dzięki jej wysiłkom jesienią 2008 roku Kongres uchwalił ustawę ułatwiającą ubezpieczenia dla osób chorych umysłowo. Dawna pierwsza dama była także przewodniczącą Międzynarodowego Komitetu Liderów Kobiecych na Rzecz Zdrowia Psychicznego.
Za swoją działalność została odznaczona nagrodą Into the Light przez National Mental Heath Assosiation (1997), nagrodą UNICEF (1999) i Medalem Wolności (1999).
30 maja 2023 rodzina Carterów wydała oświadczenie, w którym poinformowała, że była pierwsza dama choruje na demencję. Od 17 listopada 2023 znajdowała się pod domową opieką hospicyjną. Dwa dni później zmarła w swojej rezydencji w Plains w stanie Georgia. Była drugą po Bess Truman najdłużej żyjącą pierwszą damą Stanów Zjednoczonych.

## Życie prywatne
Wychowała się w rodzinie metodystów. Po poznaniu Jimmy’ego Cartera została baptystką. Z mężem miała trzech synów: Johna Williama (ur. 1947), Jamesa Earla III „Chipa” (ur. 1950), Donnela Jeffreya (ur. 1952) i córkę Amy Lynn (ur. 1967).